# Sri Tirumalai Krishnamacharya
Sri Tirumalai Krishnamacharya (distrito de Chitradurga, Karnataka, Índia; 18 de novembro de 1888 – Madras, 28 de fevereiro de 1989) foi um famoso mestre de ioga.

## Biografia
Seu pai foi Sri Tirumalai Srinvasa Tattacharya, um conhecido professor dos Vedas e sua mãe chamava-se Shrimati Ranganayakamma.
Foi o filho mais velho de seis irmãos e irmãs.
Krishnamacharya passou muito tempo de sua juventude viajando pela Índia e estudando os seis darsanas ou filosofias hindus: Vaisheshika, Nyaya, Samkhya, Yoga, Mimamsa e Vedanta.
Seus discípulos estão entre os mais influentes professores atuais de ioga: B.K.S. Iyengar, Sri K. Pattabhi Jois, Indra Devi e seu filho T.K.V. Desikachar. 
Apesar do seu conhecimento ter influenciado a yoga em todo o mundo, ele nunca deixou a Índia durante a sua vida.